# Repulsion
Repulsion é uma banda de death metal dos Estados Unidos, formada em 1984 em Flint.
São considerados, junto a bandas como Napalm Death e Carcass, como pioneiros do estilo musical grindcore.